# Herança de caracteres adquiridos

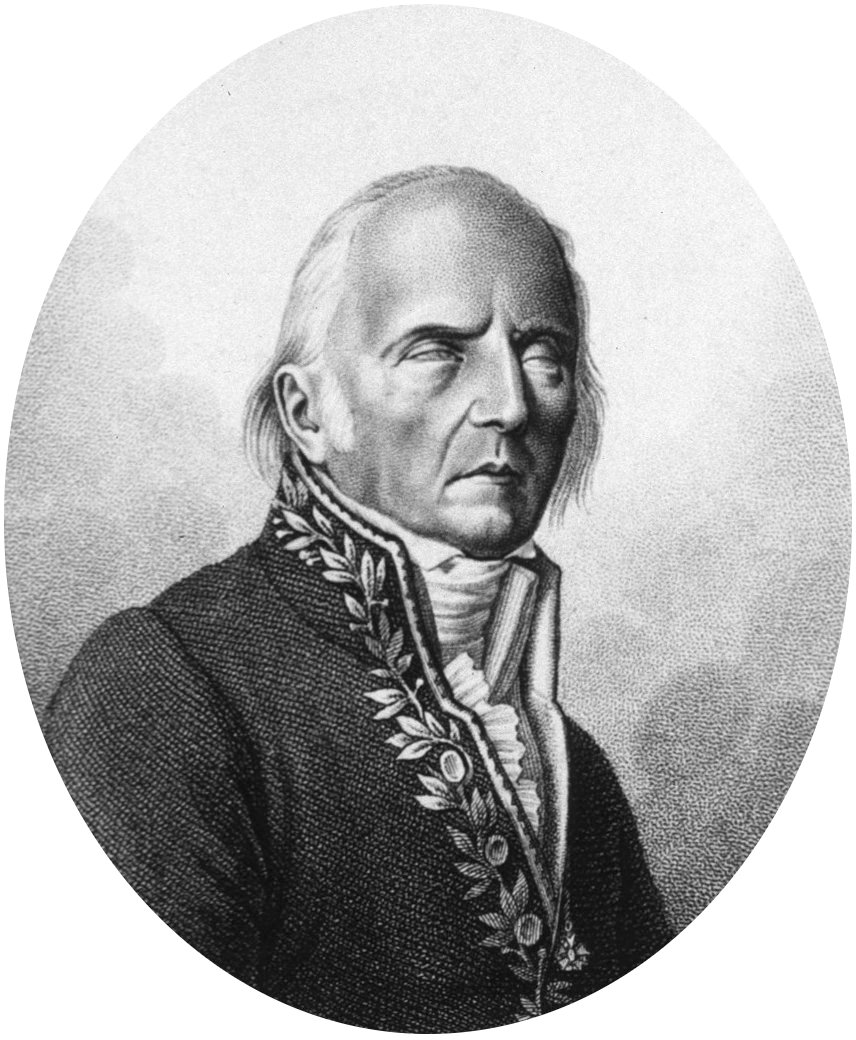
Jean-Baptiste Lamarck

A herança de caracteres adquiridos é uma hipótese acerca de um mecanismo de hereditariedade através do qual mudanças na fisiologia adquiridas durante a vida de um organismo (como o aumento de um músculo através do uso repetido) podem ser transmitidas à descendência.
É também comumente referida como teoria da adaptação.
A ideia foi proposta em tempos antigos por Hipócrates e Aristóteles, sendo comumente aceita próximo ao tempo de Lamarck. 
Georges-Louis Leclerc, conde de Buffon, antes de Lamarck, propôs ideias acerca da evolução utilizando o conceito, e mesmo Charles Darwin, após Lamarck, desenvolveu a sua própria teoria de herança de caracteres adquiridos, a pangénese. O conceito básico de herança de caracteres adquiridos foi finalmente refutado de maneira alargada nos primeiros tempos de século XX.